# Livre d'Abraham

Le Livre d'Abraham est un livre canonique de l'Église de Jésus-Christ des saints des derniers jours. Ce livre est inclus dans la Perle de grand prix et contient un récit qu'aurait rédigé Abraham, le personnage de la Genèse, du temps où il était en Égypte. Le texte a été obtenu lorsque Joseph Smith a réalisé une traduction de papyrus égyptiens acquis par l'Église en 1835. Selon Smith, un rouleau de papyrus contenait les écrits d'Abraham, alors qu'un autre contenait les écrits de Joseph en Égypte, un autre personnage de la Genèse.
La traduction et l'analyse faite par les égyptologues modernes des papyrus retrouvés en 1966 au Metropolitan Museum of Art de New York ont montré qu'il s'agit de textes funéraires égyptiens écrits au premier siècle avant Jésus-Christ et que rien du récit d'Abraham ou de Joseph n'y apparaît.

## Origine et histoire

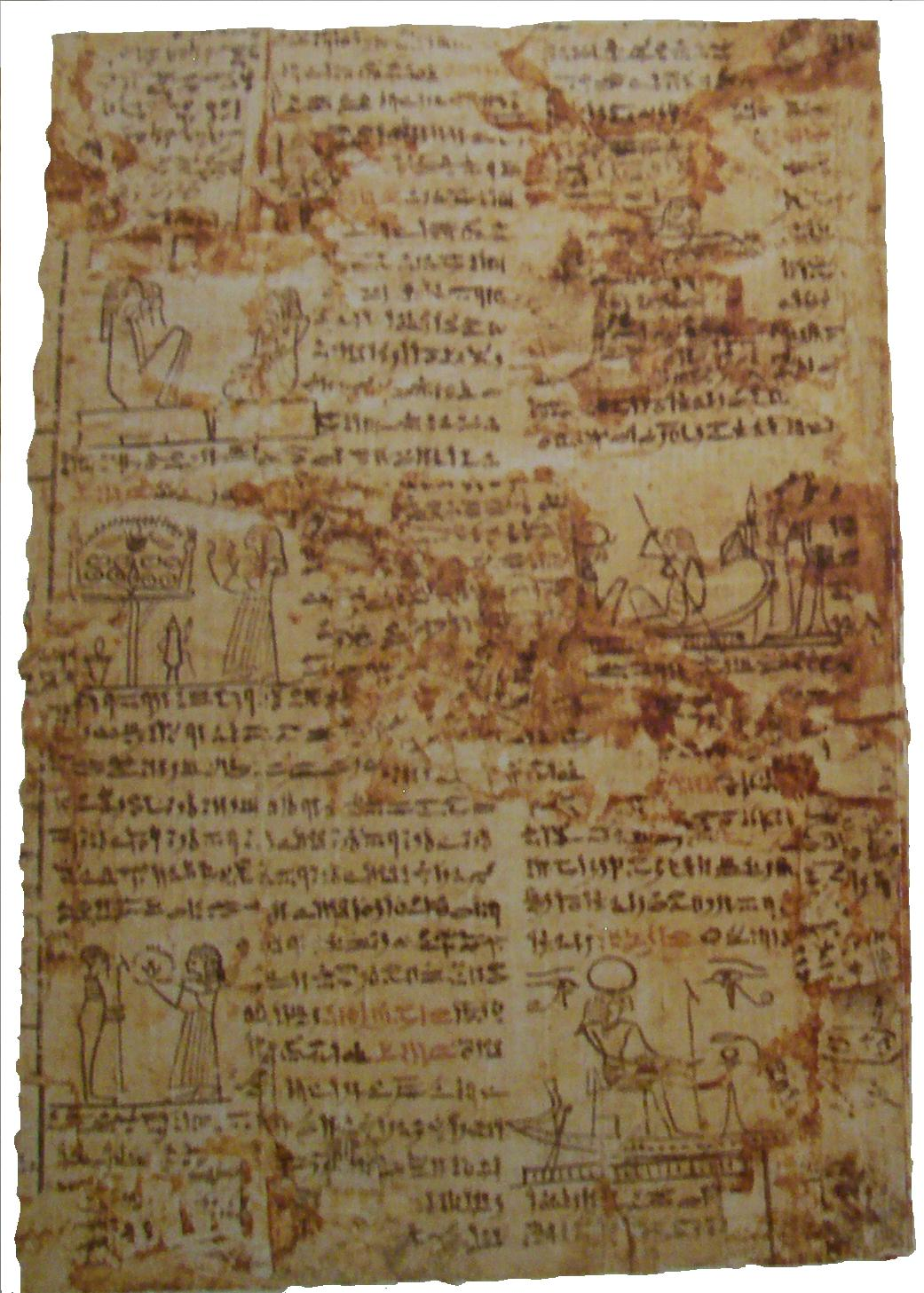
Vignette IV des papyrus de Joseph Smith, identifié par les égyptologues comme étant un passage du Livre des morts

Les papyrus qu'a obtenus Joseph Smith furent découverts dans des catacombes d'Égypte là où se trouvait jadis la ville de Thèbes, par le Français Antonio Lebolo entre 1818 et 1822. Il obtint onze momies. Il y avait plusieurs centaines de momies dans la même catacombe, dans un tel état de décomposition qu'on ne pouvait les déplacer. Ayant quitté Alexandrie pour Paris, Lebolo s'arrêta à Trieste et y mourut après dix jours de maladie. Mais avant de mourir, il légua tous ses biens à son neveu, M. Michael H. Chandler, qui était alors à Philadelphie, alors que Lebolo pensait qu'il était en Irlande. Par conséquent, tout fut envoyé à Dublin, à l'adresse initiale de Chandler. De là, les anciens amis de Chandler firent suivre les momies. Celles-ci arrivèrent à la douane de New York au cours de l'hiver ou du printemps 1833. En avril de la même année, Chandler paya les taxes de dédouanement pour ses momies et en prit possession. Jusqu'à ce moment-là, les sarcophages n'avaient pas encore été ouverts. En les ouvrant, il découvrit que, pour deux des corps, quelque chose était enroulé dans le même genre de tissu, imbibé de bitume. Il s'agissait de deux rouleaux de papyrus. On découvrit sur d'autres momies deux ou trois autres petits morceaux de papyrus, avec des calculs astronomiques, des épitaphes, etc.
Chandler exposa les papyrus et les momies en 1835 aux États-Unis. Des amis de Joseph Smith les lui achetèrent et les lui donnèrent. Joseph Smith produisit un récit qu'il présenta comme la traduction de ces écrits. Selon Smith, les deux rouleaux de papyrus contenaient les écrits de deux personnages de la Genèse:

« ... with W.W. Phelps and Oliver Cowdery as scribes, I commenced the translation of some of the characters or hieroglyphics, and much to our joy found that one of the rolls contained the writings of Abraham, another the writings of Joseph of Egypt, etc. — a more full account of which will appear in its place, as I proceed to examine or unfold them. »

« ... avec  W.W. Phelps et Oliver Cowdery comme secrétaires, je commençai la traduction de quelques caractères ou hiéroglyphes, et pour notre plus grande joie, nous découvrîmes qu'un des rouleaux contenait les écrits d'Abraham, un autre les écrits de Joseph en Égypte, etc. — un compte rendu plus complet apparaîtra lorsque j'aurai examiné et révélé cela. »

Smith n'aura jamais traduit le Livre de Joseph, mais le Livre d'Abraham se trouve maintenant dans la Perle de grand prix.
Après la mort de Joseph Smith, sa femme Emma vendit les momies et les papyrus au collectionneur Abel Combs en 1856. On a ensuite cru que les papyrus avaient tous été brûlés dans le grand incendie de Chicago de 1871. Mais en 1966, le Dr. Aziz S. Atiya, spécialiste du Proche-Orient à l'université d'Utah, découvrit, au Metropolitan Museum of Art de New York, dix fragments de papyrus qui faisaient clairement partie de la collection originale de Joseph Smith : les papyrus sont collés sur du papier derrière lequel Emma Smith a signé un affidavit comme quoi ces papyrus sont ceux que possédait Joseph Smith et l'une des images correspond au fac-similé 1 du Livre d'Abraham. Les papyrus furent acquis par l'Église et se trouvent maintenant à l'université Brigham Young (une université de confession mormone). Un onzième fragment fut ensuite découvert dans le département d'Histoire de L'Église SDJ. Ces onze fragments sont aujourd'hui identifiés par un nombre de 1 à 11 (ou en nombre romain de I à XI).
La traduction que les égyptologues (mormons ou non-mormons) ont réalisée ne montre aucune ressemblance avec la traduction de Joseph Smith. Le spécialiste Michael Rhodes de l'université Brigham Young a identifié les différents morceaux de papyrus ainsi:
- les papyrus I, X et XI sont des passages du Livre des respirations des Anciens Égyptiens appartenant à Hor (Ḥr), fils d'Ousirouer.
- les papyrus II, IV, V, VI, VII et IX sont des passages du Livre des morts des Anciens Égyptiens appartenant à Tshemmim (Ts-sri.t Min.), fille de Eskhons (Ns-Hnsw).
- le papyrus III est le chapitre 125 du Livre des morts appartenant à Néferirtnoub (Nfr-ir(.t)-nbw).

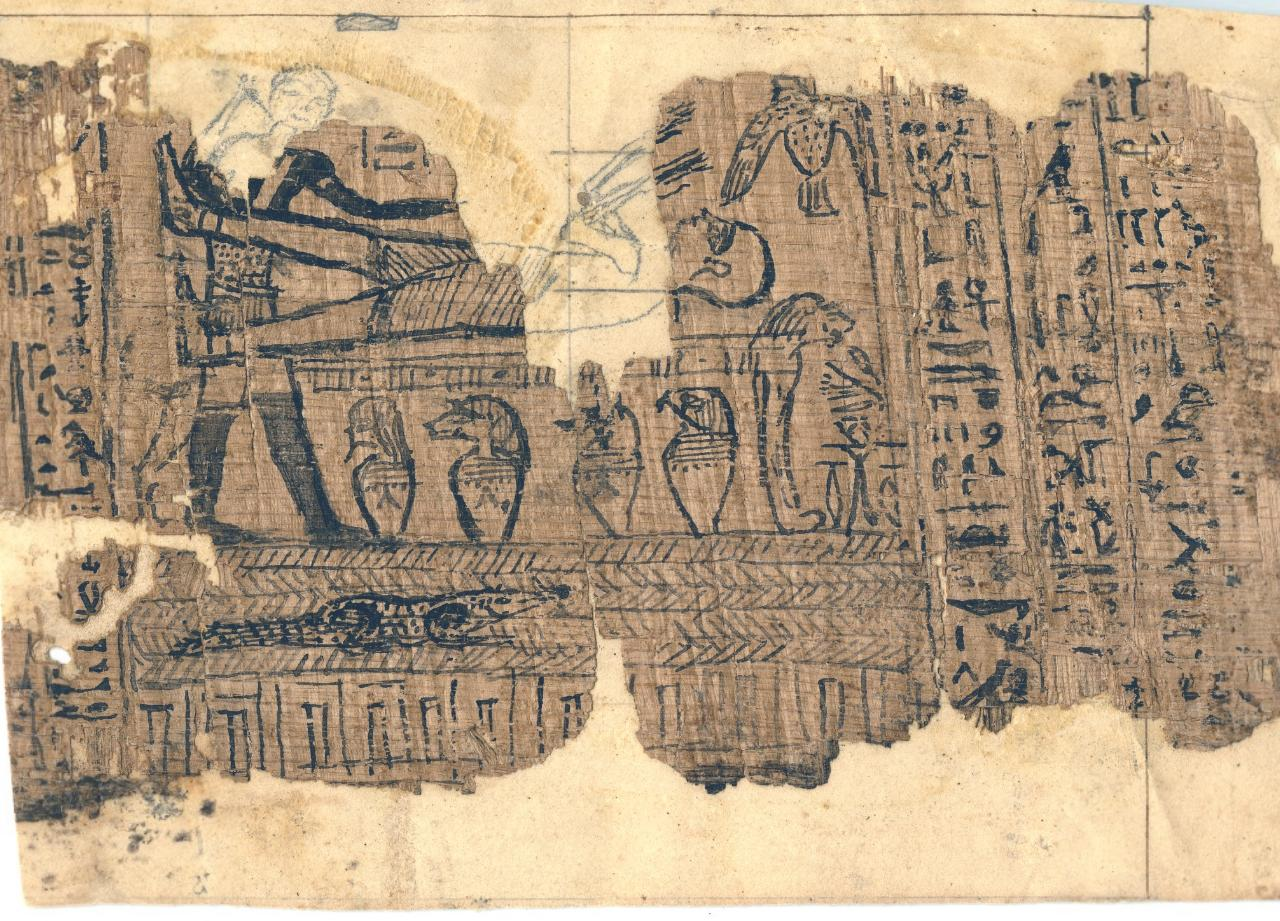
Vignette des papyrus de Joseph Smith, reproduit par le fac-similé 1 et identifié par les égyptologues comme étant un passage du Livre des respirations.

Le papyrus I est d'un intérêt particulier, puisqu'il contient l'image du fac-similé 1 du Livre d'Abraham. Cinq colonnes de hiéroglyphes sont lisibles de chaque côté de l'image, se lisant de droite à gauche (la quatrième colonne est au-dessus du bras noir), et on peut y lire (colonnes numérotées de 1 à 5) :
1. «[Osiris, le père du dieu], prophète d'Amon-Rê, roi des dieux, prophète de Min qui abat ses ennemis, prophète de Khonsou, [celui qui exerce] autorité à Thèbes,
2. [...] ... Hor, le justifié, fils de celui similairement intitulé superviseur des secrets et purificateur du dieu, Ousorouer, le justifié, né de la [maîtresse de maison et joueuse de sistre d']
3. [Amon]-Rê, Taikhibit, le justifié! Que ton esprit-ba vive parmi eux, et puisses-tu être enterré à l'ouest [de Thèbes].»
4. «[Ô Anubis(?), ...] justification(?).
5. [Puisses-tu lui donner] une bonne et belle sépulture à l'ouest de Thèbes comme sur les montagnes de Ma[nu](?).»

## Contenu et doctrine
Le Livre d'Abraham est un court récit divisé en cinq chapitres, auxquels sont annexés trois fac-similés provenant des papyrus. Abraham est le narrateur.
Dans les chapitres 1 et 2, Abraham raconte sa vie. Il vivait à Ur en Chaldée, à une époque où les prêtres du Pharaon d'Égypte venaient y faire des sacrifices humains et adoraient des dieux païens. Abraham, qui avait hérité du droit d'être Grand Prêtre, demanda aux autres prêtres d'être écouté, mais l'un d'entre eux décida plutôt de le sacrifier. C'est alors que Jéhovah vint sauver Abraham et fit mourir ce prêtre. Abraham explique ensuite les origines du gouvernement égyptien, qui fut établi par l'arrière-petit-fils de Noé : le Pharaon. Abraham quitta ensuite Ur pour aller à Canaan. Arrivé à Charan, Jéhovah lui apparu et promit toutes les bénédictions de l'Évangile à sa postérité, et, par l'intermédiaire de sa postérité, à tous. Abraham quitta Charran avec Saraï et Lot, et alla dans le pays de Canaan, où le Seigneur lui promit de donner ce pays à sa descendance. Mais à cause d'une famine, il dût poursuivre son chemin vers l'Égypte.
À partir du chapitre 3, Abraham rapporte une discussion avec le Seigneur et les visions qu'il a acquis à l'aide de l'urim et du thummim. Le Seigneur lui montra d'abord le soleil, la lune et les étoiles, dont celle qui se trouve près du Seigneur et qui s'appelle Kolob. Abraham vit l'univers et prit conscience des relations existant entre les corps célestes. Abraham apprit ensuite que les âmes humaines existent déjà avant la vie de mortel, qu'elles existaient déjà au temps de la Création et que la vie sur Terre est une épreuve: «nous les mettrons ainsi à l'épreuve, pour voir s'ils feront tout ce que le Seigneur, leur Dieu, leur commandera.»
Les chapitres 4 et 5 sont un récit de la Création du Monde. Le récit ressemble à celui raconté dans les chapitres 1 et 2 de la Genèse, mais avec la différence notable que plusieurs dieux sont impliqués au lieu d'un.
Le Livre d'Abraham a été canonisé en 1880 par l’Église de Jésus-Christ des saints des derniers jours (SDJ), et il fait partie aujourd'hui de la Perle de grand prix, qui contient quatre ouvrages rédigés par Joseph Smith. Le livre est à la source de certaines doctrines uniques à l'Église SDJ, comme la possibilité pour l'homme de devenir un dieu, l'existence de plusieurs dieux dans l'univers, la Prêtrise, l'existence de l'âme humaine avant la conception, l'existence d'autres lieux habités dans l'univers et un endroit, nommé Kolob, qui serait l'endroit où habite Dieu.
Le Livre d'Abraham n'est ni canonisé, ni utilisé par la Communauté du Christ, la deuxième plus grande Église issue du mormonisme.

## Les fac-similés
Trois fac-similés ont été reproduits à partir des papyrus de Joseph Smith. Selon Smith, ces trois images faisaient partie du Livre d'Abraham.
Dès la publication du livre, les trois fac-similés ont alimenté la controverse lorsque confrontés à l'analyse des égyptologues. Ceux-ci ont affirmé que les fac-similés sont identifiables à des documents funéraires égyptiens, non pas un récit d'Abraham, et que certaines portions ont été altérées
si l'on se fie à d'autres documents équivalents.

### Fac-similéno1
Le premier fac-similé représente Abraham sur le point d'être sacrifié par un prêtre du Pharaon. Le chapitre 1 du livre s'y réfère explicitement (numéro des versets indiqués en exposant):

« 12Et il arriva que les prêtres se saisirent de moi avec violence, afin de me tuer aussi, comme ils l'avaient fait à ces vierges sur cet autel; et afin que vous ayez une connaissance de cet autel, je vous renvoie à la représentation qui figure au commencement de cet écrit.
13Il avait la forme d'un bois de lit, tel qu'on en trouvait chez les Chaldéens, et il était placé devant les dieux d'Elkéna, de Libna, de Mamacra, de Korasch, et aussi devant un dieu semblable à celui de Pharaon, roi d'Égypte.
14Pour que vous vous fassiez une idée de ces dieux, je vous en ai donné la représentation dans les figures qui sont au début; ce genre de figures est appelé, par les Chaldéens, Ralinos, ce qui signifie hiéroglyphes.
15Et comme ils levaient les mains sur moi, afin de m'offrir en sacrifice et de m'ôter la vie, voici, j'élevai la voix vers le Seigneur, mon Dieu, et le Seigneur entendit et écouta, et il me remplit de la vision du Tout-Puissant, et l'ange qui est devant sa face se tint auprès de moi et défit immédiatement mes liens. »

Selon les égyptologues, le fac-similé est tiré d'un document funéraire appelé le Livre des respirations et montre le dieu Anubis en train d'embaumer le dieu Osiris,,,,. Le haut de l'image aurait été modifié car il ne devrait pas y avoir de couteau, Anubis devrait avoir une tête de chacal et l'oiseau à droite (représentant l'âme d'Osiris) devrait avoir une tête d'homme. Sur le papyrus retrouvé, on peut reconnaître l'extrémité d'une aile au lieu d'une deuxième main, indiquant la présence d'un faucon représentant la déesse Isis au-dessus d'Osiris sur la vignette originale.
| |  |
| Fac-similé nº 1 du Livre d'Abraham (gauche) et le papyrus correspondant qui a été retrouvé (droite) |  |

| Figure | Explication de Joseph Smith | Explication par les égyptologues,                                                               |
| ------ | --- | ----------------------------------------------------------------------------------------------- |
| 1      | L'Ange du Seigneur. | L'âme d'Osiris (qui devrait avoir une tête humaine)                                             |
| 2      | Abraham attaché sur un autel. | Osiris venant à la vie sur son lit, qui est sous la forme d'un lion                             |
| 3      | Le prêtre idolâtre d'Elkéna tentant d'offrir Abraham en sacrifice. | Le dieu Anubis (qui devrait avoir une tête de chacal) réalisant la résurrection d'Osiris        |
| 4      | L'autel des sacrifices des prêtres idolâtres, se dressant devant les dieux d'Elkéna, de Libna, de Mamacra, de Korasch et de Pharaon. | Le lit funéraire d'Osiris                                                                       |
| 5      | Le dieu idolâtre d'Elkéna. | Le vase canope représentant Kébehsénouf avec une tête de faucon - un des quatre enfants d'Horus |
| 6      | Le dieu idolâtre de Libna. | Le vase canope représentant Douamoutef avec une tête de chacal - un des quatre enfants d'Horus  |
| 7      | Le dieu idolâtre de Mamacra. | Le vase canope représentant Hâpi avec une tête de babouin - un des quatre enfants d'Horus       |
| 8      | Le dieu idolâtre de Korasch. | Le vase canope représentant Amset avec une tête d'homme - un des quatre enfants d'Horus         |
| 9      | Le dieu idolâtre de Pharaon. | Le crocodile sacré, symbole du dieu Sobek                                                       |
| 10     | Abraham en Égypte. | Autel chargé d'offrandes                                                                        |
| 11     | Vise à représenter les piliers du ciel, tels que les Égyptiens les concevaient. | Ornement propre à l'art égyptien                                                                |
| 12     | Raqia, signifiant étendue, ou le firmament qui se trouve au-dessus de nos têtes; mais dans ce cas-ci, dans ce contexte, les Égyptiens lui donnaient le sens de Schama, être élevé, ou les cieux, ce qui correspond au mot hébreu Schamaïm. | Représentation habituelle du sol sur les dessins égyptiens                                      |

### Fac-similéno2
Le fac-similé 2 est une représentation du cosmos selon Abraham, telle qu'expliquée dans le chapitre 3 du livre. De l'avis des égyptologues, l'image sur ce fac-similé vient d'un hypocéphale : une pièce décorative que l'on mettait sous la tête des momies égyptiennes pour les aider à atteindre l'éternité après la mort.
| |  |
| Fac-similé nº 2 du Livre d'Abraham (gauche) et un fac-similé similaire retrouvé dans les notes de Joseph Smith (en:Kirtland Egyptian Papers) (droite). |  |

| Figure            | Explication de Joseph Smith | Explication par les égyptologues (citations tirés de Deveria), |
| ----------------- | --- | --- |
| 1                 | Kolob, signifiant la première création, la plus proche du céleste, ou de la résidence de Dieu. La première quant au gouvernement, la dernière en ce qui concerne la mesure du temps. La mesure se fait selon le temps céleste, temps céleste qui signifie un jour par coudée. Un jour sur Kolob est égal à mille ans selon la mesure de cette terre, que les Égyptiens appellent Jah-oh-eh. | «L'esprit des quatre éléments (selon Champollion), ou plutôt des quatre vents, ou les quatre points cardinaux; l'âme du monde terrestre. Ce dieu est toujours représenté avec quatre têtes de béliers, et son image a certainement été modifiés ici - Ils ont aussi évidemment fait une tentative très maladroite en copiant la double tête humaine du dieu figuré au-dessus, la figure 2, au lieu de la tête à quatre béliers. Le mot Jah-oh-eh n'a rien d'égyptien en lui ; il ressemble au mot hébreu [édité] mal transcrit.» (italique dans l'original) Le nom en hiéroglyphes au-dessus de la figure centrale est CHNM-Rê, le dieu égyptien « Premier Créateur » qui a tout organisé à partir du chaos primordial. |
| 2                 | Se trouve à côté de Kolob, appelée Oliblisch par les Égyptiens, la deuxième grande création directrice proche du céleste ou du lieu où Dieu réside; détient aussi la clef du pouvoir par rapport à d'autres planètes; révélée par Dieu à Abraham tandis que celui-ci offrait un sacrifice sur un autel qu'il avait élevé au Seigneur. | Amon-Rê], avec deux têtes humaines, voulait probablement représenter à la fois l'invisible ou le principe mystérieux d'Amon, et le principe visible ou lumineux de Rê, le soleil; ou bien le principe double et simultané du père et du fils, qui caractérise la divinité dans la religion de l'Égypte antique. - Le mot Oliblisch n'est pas plus égyptien que ceux déjà rencontrés ou qui se trouvent dans l'explication mormone.» |
| 3                 | Vise à représenter Dieu, assis sur son trône, revêtu de puissance et d'autorité, avec, sur la tête, une couronne de lumière éternelle; représente aussi les grands mots-clefs de la Sainte Prêtrise, révélés à Adam dans le jardin d'Éden, et aussi à Seth, à Noé, à Melchisédek, à Abraham et à tous ceux à qui la prêtrise fut révélée. | «Le dieu du soleil Rê, avec une tête de faucon, assis dans son bateau. Dans le champ deux symboles représentant, selon M. de Rougé, les points fixes d'une période astronomique.» |
| 4                 | Correspond au mot hébreu Raqia, signifiant étendue, ou le firmament des cieux ; aussi, représentation numérique, signifiant, en égyptien, mille; correspond à la mesure du temps d'Oliblisch, qui est égale à Kolob dans sa révolution et la mesure de son temps. | Commentaire de Deveria : « Le mot hébreu [édité], Roki'a, expansum, solidum, ecclum, firmamentum, en plus d'être mal décrit, n'a aucun rapport avec cette figure, qui représente un faucon momifié, appelé en égyptien Ah'em. C'est le symbole du repos divin de la mort, ses ailes élargies ont référence à la résurrection. » |
| 5                 | Appelée en égyptien Enisch-go-on-Dosch; c'est également l'une des planètes directrices ; les Égyptiens disent que c'est le soleil et qu'elle emprunte sa lumière à Kolob par l'intermédiaire de Ka-i-vanrasch, qui est la grande Clef, ou en d'autres termes, la puissance directrice, qui gouverne quinze autres planètes ou étoiles fixes, de même que Flo-is ou la lune, la terre et le soleil dans leurs révolutions annuelles. Cette planète reçoit son pouvoir par l'intermédiaire de Kli-flos-is-es, ou Hakokabim, les étoiles représentées par les nombres 22 et 23, qui, elles, reçoivent leur lumière des révolutions de Kolob. | «La vache mystique, la grande vache, symbole de l'hémisphère inférieur des cieux. Elle s'appelle la vache vierge au chapitre 162 du rituel funéraire, qui enjoint notamment que son image soit peinte sur l'hypocéphale, et une autre image d'elle en or sur la gorge du défunt. C'est la forme d'Hathor, qui figure sur plusieurs monuments sous le nom de Noub, l'or. Celle derrière la vache est une déesse, dont la tête, représentée par un œil mystique dans un disque, est incorrectement copiée ». (italique dans l'original) |
| 6                 | Représente les quatre coins de la terre. | Les quatre enfants d'Horus: Amset (l'homme), Hâpi (le babouin), Douamoutef (le chacal) et Kébehsénouf (le faucon) |
| 7                 | Représente Dieu assis sur son trône, révélant, à travers les cieux, les grands mots-clefs de la Prêtrise; également le signe du Saint-Esprit donné à Abraham sous la forme d'une colombe. | «La forme d'Amon, avec la queue d'un oiseau, ou Horammon (?). Un serpent ithyphallique, avec des jambes d'homme, qui lui offre un œil symbolique. Cette dernière figure a certainement été modifiée dans l'hypocéphale des Mormons.» |
| 8                 | Contient des écrits qui ne peuvent pas être révélés au monde; mais peut s'obtenir dans le saint temple de Dieu. | «Quatre lignes du texte hiéroglyphique linéaire, qui sont numérotés de bas en haut, plutôt que de haut en bas, le sens est: Ô grand dieu dans Sekhem, Ô grand Dieu, Seigneur du ciel, de la terre et de l'enfer... Osiris S'es'esq...» |
| 9                 | Ne devrait pas être révélé actuellement. | «Quatre lignes du texte hiéroglyphique linéaire, qui sont numérotés de bas en haut, plutôt que de haut en bas, le sens est: Ô grand dieu dans Sekhem, Ô grand Dieu, Seigneur du ciel, de la terre et de l'enfer... Osiris S'es'esq...» |
| 10                | Idem. | «Quatre lignes du texte hiéroglyphique linéaire, qui sont numérotés de bas en haut, plutôt que de haut en bas, le sens est: Ô grand dieu dans Sekhem, Ô grand Dieu, Seigneur du ciel, de la terre et de l'enfer... Osiris S'es'esq...» |
| 11                | Idem. Si le monde peut découvrir ces nombres, qu'il en soit ainsi. Amen. | «Quatre lignes du texte hiéroglyphique linéaire, qui sont numérotés de bas en haut, plutôt que de haut en bas, le sens est: Ô grand dieu dans Sekhem, Ô grand Dieu, Seigneur du ciel, de la terre et de l'enfer... Osiris S'es'esq...» |
| 12, 13, 14, 15    | Seront données au temps fixé du Seigneur. | «Quatre lignes d'écriture semblable à la précédente, dont ils sont le pendant. Elles semblent être numérotés à l'envers, et sont illisiblement copiées.» |
| 16, 17            | Seront données au temps fixé du Seigneur. | «Deux autres lignes qui ne peuvent être déchiffrées dans la copie. Elles commencent au-dessus du dieu à deux têtes humaines, la figure 2, et il y est fait deux fois mention d'un lieu d'habitation sacrée à Héliopolis.» |
| 18, 19, 20, et 21 | Seront données au temps fixé du Seigneur. | «Ces colonnes d'écriture, illisibles dans la copie. Il est évident pour moi que plusieurs des figures que l'on trouve dans ces divers manuscrits ont été volontairement modifiées.» |

### Fac-similéno3
Selon la traduction de Joseph Smith, ce fac-similé illustre Abraham assis sur le trône de Pharaon en train d'enseigner l'astronomie à la cour égyptienne. Pour les égyptologues, on voit de gauche à droite : la déesse Isis, le dieu Osiris, la déesse Maât, le défunt Hor, qui se présente devant les dieux, et le dieu Anubis. Les noms de chacun de ces cinq personnages sont lisibles sur les hiéroglyphes du fac-similés.
|                                     |
| Fac-similé no 3 du Livre d'Abraham. |

| Figure              | Explication de Joseph Smith | Explication par les égyptologues (citations de Robert K. Ritner 2003), |
| ------------------- | --- | --- |
| Commentaire général | Abraham raisonne sur les principes de l'astronomie à la cour du roi. | «Invocation (texte à la ligne située en dessous de l'illustration): Ô dieux de la nécropole, dieux des cavernes, des dieux du sud, du nord, de l'ouest et de l'est, octroyez le salut à l'Osiris Hor, le justifié, né de Taikhibit.» |
| 1                   | Abraham assis sur le trône de Pharaon, signe de politesse de la part du roi, une couronne sur la tête, représentant la Prêtrise, comme emblème de la grande présidence du ciel; tenant à la main le sceptre de la justice et du jugement. | « Étiquette pour Osiris (Texte à la droite de la figure 1 du fac-similé 3) : Récitation par Osiris, le commencement des Occidentaux, seigneur d'Abydos (?), le grand dieu pour toujours et à jamais (?). »                           |
| 2                   | Le roi Pharaon, dont le nom est indiqué dans les caractères situés au-dessus de sa tête. | « Étiquette pour Isis (texte à la droite de la figure 2 du fac-similé 3) : Isis la grande, la mère du dieu. » |
| 3                   | Signifie Abraham en Égypte. On le trouve aussi à la figure 10 du fac-similé nº 1. | « Autel, avec l'offrande de la personne décédée, entourée de fleurs de lotus, signifiant l'offrande du défunt. » —Theodule Deveria                                                                                                   |
| 4                   | Prince de Pharaon, roi d'Égypte, selon l'inscription qui se trouve au-dessus de la main. | « Étiquette pour Maât (texte à gauche de la figure 4 du fac-similé 3) : Maât, maîtresse des dieux. » |
| 5                   | Schulem, un des principaux serviteurs du roi, comme l'indiquent les caractères qui se trouvent au-dessus de sa main. | « Étiquette pour Hor le défunt (texte en face de la figure 5 du fac-similé 3) : L'Osiris Hor, justifié pour toujours. » |
| 6                   | Olimlah, esclave appartenant au prince. | « Étiquette pour Anubis (texte devant la figure 6 du fac-similé 3) : Récitation par Anubis, qui fait protection(?), devant la cabine d'embaumement...»                                                                               |